# Esturgeon (Q18)
Pour les articles homonymes, voir Esturgeon.
L'Esturgeon (numéro de coque Q18) était un des premiers sous-marins construits pour la marine française au début du XXe siècle. Le sous-marin était du type Romazzotti, et faisait partie de la classe Naïade. L'Esturgeon a été désarmé avant la Première Guerre mondiale.

## Conception
L'Esturgeon a été commandé par la Marine nationale française dans le cadre de son programme de construction de 1900, appartenant à une classe de vingt sous-marins. Il a été conçu par Gaston Romazzotti, un des premiers ingénieurs sous-marins français et le directeur de l’arsenal de Cherbourg. Il était à simple coque, à double propulsion, et construit en bronze Roma, un alliage de cuivre conçu par Romazzotti.

## Historique
L'Esturgeon est construit à Toulon, où il est lancé le 4 janvier 1904 et mis en service le 8 décembre 1904. 
Ces submersibles sont spécialement conçus pour la garde des rades et des ports, et l'Esturgeon est affecté à la défense des rades et mouillages de l'Indochine du Sud. Les rivalités sont grandes en Extrême-Orient, entre l’Angleterre, les Pays-Bas, l’Espagne, le Portugal, sans compter le Japon et la Russie, qui viennent de s'affronter dans une guerre qui a duré un an et demi, avec les batailles navales de Chemulpo et Port-Arthur. La France se doit donc de protéger ses ports d'Extrême-Orient. L'Esturgeon est transporté là-bas par le croiseur porte-torpilleur La Foudre. Mais lors de son débarquement dans le port de Saïgon le 2 novembre 1905,en raison du très mauvais état d’une grue, une élingue céda et le sous-marin fut projeté à l’eau, lui occasionnant de graves avaries qui ont nécessité plusieurs mois de réparations. 
Un autre accident lui arrive le 13 août 1906 dans un bassin de Saïgon. Au moment de la mise en eau du bassin, l'Esturgeon coule car une vanne était restée ouverte à bord. Par chance, aucune victime n’est à déplorer. Le bassin est immédiatement vidé et le sous-marin est remis sur la ligne de tins.
L'Esturgeon et ses sister-ships étaient dépassés au cours de la décennie suivante. Retiré du service le 7 juin 1912, l'Esturgeon est condamné et désarmé le 27 mars 1914 puis vendu à Saïgon le 1er février 1913.